# Marcin Tomaka

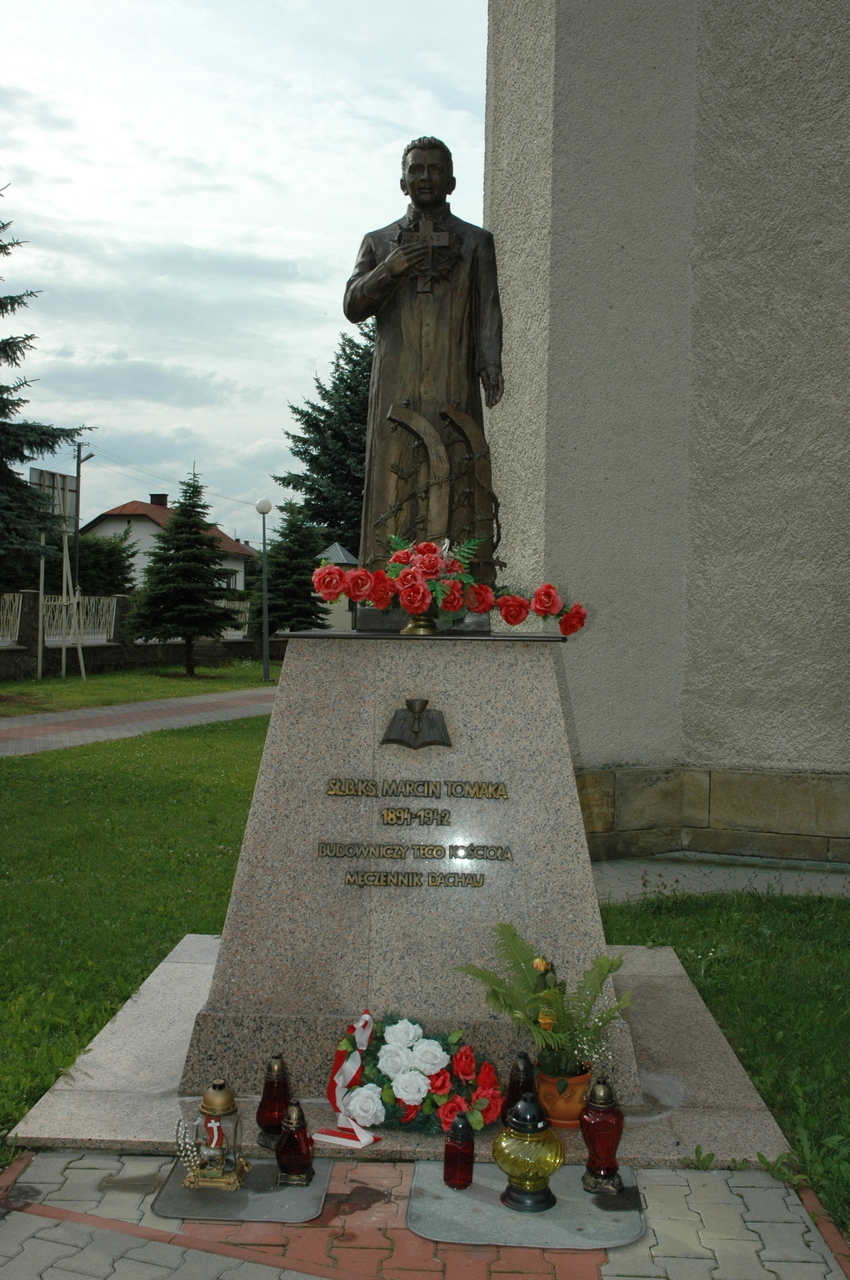
Pomnik Ks. Marcina Tomaki w Haczowie

Marcin Tomaka (ur. 15 maja 1894 w Krasnem, zm. 8 lipca 1942 w KL Dachau) – Sługa Boży, polski kapłan katolicki, męczennik niemieckich obozów koncentracyjnych Auschwitz i Dachau.

## Życiorys
W latach 1906–1914 uczył się w gimnazjum w Rzeszowie. Wstąpił do Legionów, i mimo że był dwukrotnie ranny, przeszedł cały szlak bojowy. W 1918 wstąpił do Seminarium Duchownego w Przemyślu. Święcenia kapłańskie otrzymał 11 czerwca 1922, po czym został skierowany do Sokołowa, a następnie do Leżajska, gdzie przez pół roku administrował parafią. Po urlopie zdrowotnym pracował w Kobylanach i Przemyślu. W 1929 został sekretarzem generalnego Katolickiego Stowarzyszenia Młodzieży Żeńskiej w diecezji przemyskiej i pełnił tę funkcję przez pięć lat. Był inicjatorem miesięcznika diecezjalnego dla kół KSMŻ i w 1930 r. organizatorem pierwszych rekolekcji zamkniętych dla prezesek stowarzyszeń działających w diecezji. W 1934 został proboszczem w Haczowie k. Krosna, gdzie remontował zabytkową świątynię – Kościół Wniebowzięcia Najświętszej Maryi Panny.
Po wybuchu II wojny światowej, gdy Niemcy wkroczyli do Haczowa 8 września 1939 i rozpoczęła się okupacja, wspierał duchowo, moralnie i finansowo parafian. Zwracał uwagę na niemoralne zachowania się żołnierzy niemieckich, odmawiał im kwaterowania na plebanii. Ta postawa polskiego kapłana doprowadziła do jego aresztowania 19 czerwca 1940. Tego samego dnia o godz. 18 został osadzony w więzieniu w Sanoku, gdzie przebywał do 9 sierpnia 1940. Potem przewieziony został do Tarnowa, a stamtąd 30 sierpnia 1940 do niemieckiego obozu koncentracyjnego Auschwitz-Birkenau (tam otrzymał numer obozowy 3319), skąd trafił do Sachsenhausen (KL) i ostatecznie do Dachau, gdzie otrzymał numer więźniarski 22242. Przez dwa lata pobytu w obozie poddawany był torturom przez niemieckich strażników.

Nieludzkie traktowanie, bicie, głodzenie i niewolnicza praca doprowadziły ks. Marcina Tomakę do całkowitego wyczerpania. Ostatnich sakramentów świętych udzielił mu niemiecki ksiądz – więzień obozu. Według świadków twierdził, że nie boi się śmierci, bo jest na nią przygotowany. Zmarł 8 lipca 1942 r. i jak piszą biografowie:

Aby otrzymać nagrodę za wierność, którą przypłacił męczeńską śmiercią. Mieszkańcy Haczowa jeszcze długo po wojnie nie przyjmowali do wiadomości, śmierci swojego proboszcza i oczekiwali na jego powrót.

Ks. Tomakę upamiętniają tablice wmurowane w kościele w Haczowie, przemyskiej katedrze i Sanktuarium św. Józefa w Kaliszu.
Jest jednym z 122 Sług Bożych, wobec których 17 września 2003 r. rozpoczął się proces beatyfikacyjny drugiej grupy męczenników z okresu II wojny światowej.